# سروتیپ

دو سروم‌جوره 1a و 1b با پادگن 2a و 2b در سطحشان.

سروتایپ اوگاوا، سرم‌وار یا سروم‌جوره (انگلیسی: Serotype یا serovar) تفاوت‌های (سویه‌های) مجزایی در یک گونه باکتری یا ویروس یا سلول‌های ایمنی است. این باکتری‌ها، ویروس‌ها یا یاخته‌ها بر پایه پادگن‌شان دسته‌بندی می‌شوند. به این ترتیب زیر-گونه‌های میکروارگانیسم‌ها طبقه‌بندی اپیدمیولوژیک می‌شوند.